# إليك تومسون (سياسي)
إليك تومسون (بالإنجليزية: Alec Thomson)‏ هو سياسي أسترالي، ولد في 9 مارس 1873 في المملكة المتحدة، وتوفي في 18 نوفمبر 1953 في كاتانينغ في أستراليا. حزبياً، نشط في Western Australian National Party ‏. وقد انتخب عضو الجمعية التشريعية لأستراليا الغربية.